# وید باتلر
وید باتلر (انگلیسی: Wade Boteler؛ ۳ اکتبر ۱۸۸۸ – ۷ مهٔ ۱۹۴۳) یک هنرپیشه اهل ایالات متحده آمریکا بود. وی بین سال‌های ۱۹۱۹ تا ۱۹۴۳ میلادی فعالیت می‌کرد.

## بخشی از فیلمشناسی
- شلیک نکن (۱۹۲۲)
- دینامیت (۱۹۲۹)
- تعطیلی شیطان (۱۹۳۰)
- ۲۴ ساعت (۱۹۳۱)
- پست هوایی (۱۹۳۲ در عنوان بندی نیامده)
- مرغ بهشت (۱۹۳۲ در عنوان بندی نیامده)
- ملکه کریستینا (۱۹۳۳)
- سوپ اردک (۱۹۳۳)
- خشم سیاه (۱۹۳۵)
- سه تفنگدار (۱۹۳۵ در عنوان بندی نیامده)
- اراذل و اوباش (۱۹۳۶)
- باج‌گیری (۱۹۳۹ در عنوان بندی نیامده)
- بوفالو بیل جوان (۱۹۴۰)
- منشی همه‌کاره او (۱۹۴۰ در عنوان بندی نیامده)
- مهتاب در هاوانا (۱۹۴۲)